# Sindangkasih (Majalengka)
Sindangkasih is een bestuurslaag in het regentschap Majalengka van de provincie West-Java, Indonesië. Sindangkasih telt 5887 inwoners (volkstelling 2010).